# اتصال هاتفي
الاتصال الهاتفي أو الاتصال خلال البث هو تنسيق برنامج يتم من خلاله دعوة المشاهدين أو المستمعين لبث تعليقاتهم الحية عبر الهاتف. عادةً فيما يتعلق بموضوع معين يتم اختياره للمناقشة في يوم البث. في الراديو، من الشائع أن يتم تخصيص برنامج كامل لجلسة اتصال عبر الهاتف. على التلفزيون، غالبًا ما تكون المكالمات الهاتفية جزءًا من برنامج مناقشة أوسع: المثال الحالي في المملكة المتحدة هو برنامج "جيرمي فاين" التلفزيوني.
يعود هذا المفهوم إلى عصر الراديو المبكر في ديسمبر 1924. تم وصف برنامج هاتف فايف ان جي نوتنغهام التابع لـ بي بي سي في مقال في راديو تايمز عام 1925: "استمتع المستمعون ... أدت محاولة الاتصال الهاتفية السابقة ببرنامج بي بي سي إل او لندن "إلى مثل هذا الاندفاع على الهواتف لدرجة أن مكتب البريد اضطر إلى التدخل".
تم إطلاق نقاش راديو المملكة المتحدة القائم على الكلام في عام 1995 ، مع الكثير من برامجه التي تتضمن وظائف إضافية عبر الهاتف. كما قدمت فكرة لعبة الجوق الصدمية إلى المملكة المتحدة ، حيث أجرى مقدمو العروض مثل قيصر جزر و تومي بويد مناقشات ساخنة.
أجرى إيان هاتشبي أبحاثًا في علاقات القوة في داخل الهاتف، ونظر في الحجج والمواجهات. باستخدام تحليل المحادثة ، يصف كيف يحتفظ المضيف بالطاقة من خلال أجهزة مثل "الموضع الثاني" - مفهوم المركز الثاني في المناقشة ، مما يمنح المضيف وقتًا لصياغة رد.
وبالمثل ، فإن الكلمة الأخيرة هي دائمًا كلمة البث. يمكن للجمهور أن يختار إنهاء المحادثة، لكنهم يفعلون ذلك بالانسحاب من ساحة التفاعل (هاتشبي، 1996: 94-5؛ تالبوت.).
في عام 2007، علقت هيئة الإذاعة البريطانية جميع مسابقات الهاتف (ولكن ليس التصويت) بسبب تحقيق داخلي في الفساد في إنتاج هذه الألعاب في عروض مثل الخيرية بعد تحقيق وطني في العملية برمتها أدى إلى إلغاء لعبة اي تي في.
في أيرلندا لايف لاين هو هاتف شهير بعد الظهر يتم بثه بواسطة ار تي اي راديو 1 والذي يستضيفه جو دافي. عادة ما يركز الهاتف في البرنامج على قضايا المستهلك والشؤون الجارية والشكاوى من أفراد الجمهور فيما يتعلق بمختلف القضايا. كثيرًا ما يسخر العديد من الكوميديين الأيرلنديين من البرنامج ومقدمه ، أحدهم ديفيد ماكسا فاج ، الذي يلعب على أساس التصور الشائع بأن البرنامج هو مجرد منفذ لقلق المشتكين المتسلسلين وربات البيوت بينما يوفر الترفيه لأولئك الذين يستمتعون بالاستماع إلى اليأس وحكايات البؤس سلمت المتصلين. من نوعية العرض التي كثيرًا ما يتم التهكم عليها هي تعبيرات داف الغاضبة عن اليأس عند سماعه لمحنة المتصل.

## التقنية
يتم توصيل المتصل عبر الهاتف الهجين، الذي يربط خط الهاتف بوحدة التحكم الصوتية من خلال مطابقة المعوقة ، أو بشكل أكثر حداثة من خلال معالجة الإشارات الرقمية ، والتي يمكن أن تحسن جودة الصوت المتصورة للمكالمة. غالبًا ما يتم تنظيم المكالمات الهاتفية من خلال نظام يوفر أيضًا أتمته البث، مع مساعد إداري للرد على المكالمات وإدخال معلومات المتصل على جهاز كمبيوتر شخصي، والذي يتم عرضه أيضًا على شاشة مقدم الراديو. غالبًا ما يُستخدم تأخير الألفاظ النابية لإبعاد الألفاظ النابية وغيرها من المواد غير المناسبة عن الهواء. بالنسبة للمسابقات ، يمكن تسجيل المحادثة وتحريرها "أثناء التنقل" ، قبل إعادة تشغيلها على الهواء بعد بضع دقائق فقط.

## فهرس
- كريسيل ، أ. (2002). تاريخ تمهيدي للبث البريطاني (الطبعة الثانية). لندن: روتليدج.
- هوتشبي ، آي (1996). حديث المواجهة: الحجج والتفاوتات والقوة على الراديو الحديث. لندن ، إنجلترا وماهوا ، نيوجيرسي: لورانس إيرلبوم.
- تالبوت ، م.اتكينسون , ك.اتكينسون (2003). اللغة والقوة في العالم الحديث. لندن وإدنبرة: مطبعة جامعة ادنبره.